# Josef Ackermann (politik)
Josef Ackermann (3. března 1867 Hlinsko – 28. února 1935 Praha) byl český a československý politik a meziválečný senátor Národního shromáždění za Československou sociálně demokratickou stranu dělnickou.

## Biografie
Profesí byl tajemníkem textilního dělnictva ze Střešovic.
V parlamentních volbách v roce 1920 získal za Československou sociálně demokratickou stranu dělnickou senátorské křeslo v Národním shromáždění, kde zasedal do roku 1925.
Zemřel po krátké nemoci v únoru 1935 na klinice profesora Pelnáře v Praze. Pohřeb se měl konat 4. března 1935 v novém krematoriu na Vinohradech.